# Duiventoren (Vurste)

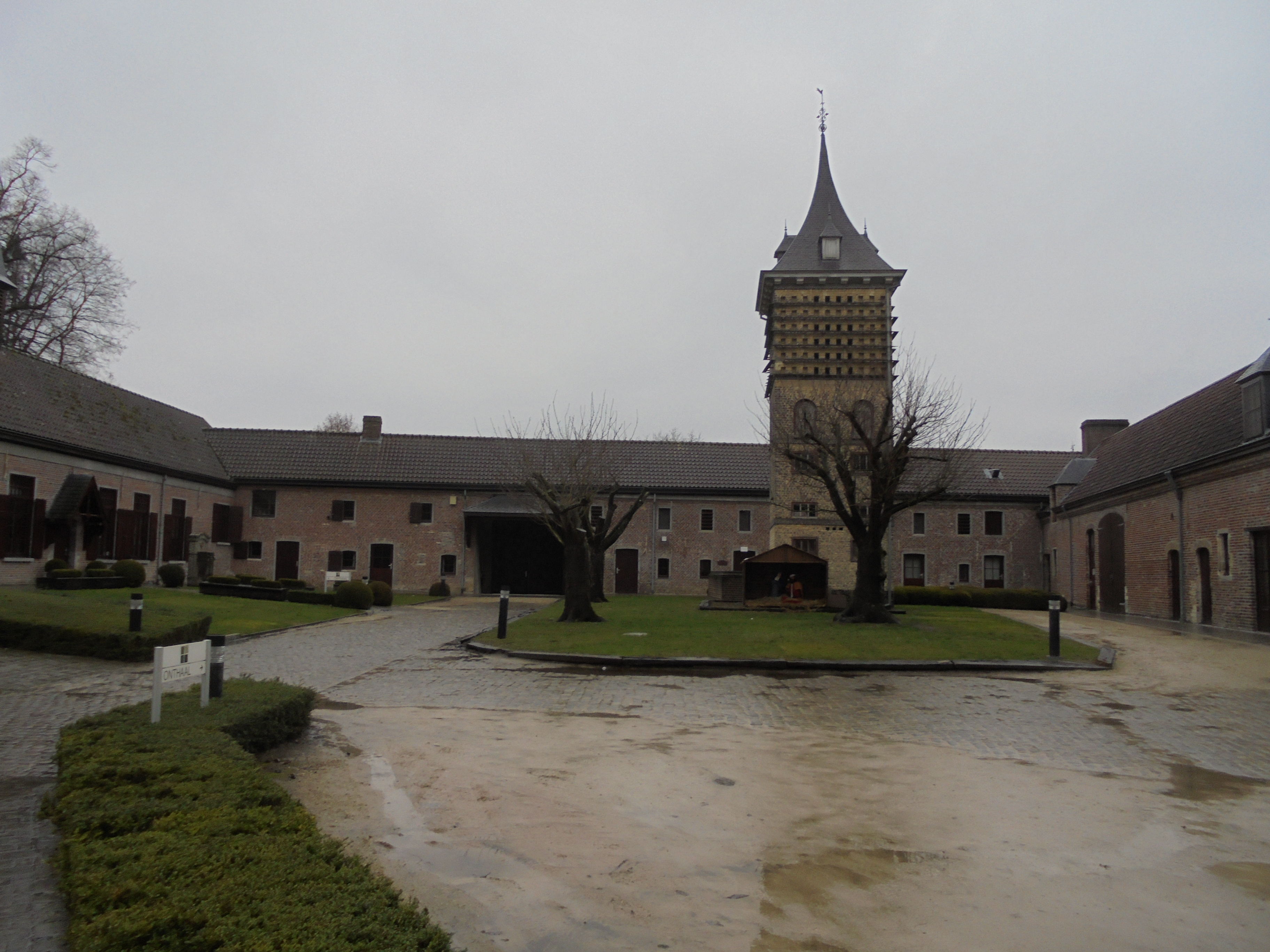
Duiventoren

De duiventoren is een onderdeel van het Kasteel Borgwal in de Belgische plaats Vurste (behorend tot de Oost-Vlaamse gemeente Gavere).
Deze toren, die zich bevindt op de binnenplaats van de kasteelhoeve, werd in de 19e eeuw gebouwd, wellicht ter vervanging van een oudere duiventoren, aangezien reeds in de 17e eeuw sprake was van een duivekete. Op de begane grond dient hij als kippenhok, daarboven bevindt zich een graanopslagplaats en daar weer boven huizen de duiven. In totaal zijn er 240 vlieggaten. Op de zoldering nestelt zich gewoonlijk een uil. Het sierlijke, spits toelopende, dak wordt bekroond met een windwijzer die hier geen haan, maar een duif toont.
De toren leed zware schade door beschietingen in 1918 maar werd hersteld. Tijdens de tweede helft van de 20e eeuw raakte de toren in verval, maar in 2000 werd hij gerestaureerd.
De toren wordt beschouwd als een van de mooiste van Vlaanderen.